# 再生の地
『再生の地』（さいせいのち、Land）は2021年のアメリカ合衆国のドラマ映画。監督・主演はロビン・ライトが務めた。本作はライトの映画監督デビュー作でもある。
日本国内で劇場公開されなかったが、Netflixでの配信が行われている。

## ストーリー
ある出来事をきっかけに、エディは都会での暮らしを棄ててロッキー山脈にある小屋で隠遁生活を送ることにした。過酷な自然は心に傷を負った彼女にも容赦なく襲い掛かり、死の一歩手前まで追い込まれたが、地元の猟師（ミゲル）のお陰で九死に一生を得た。この一件をきっかけに、エディはミゲルと親交を深めると共に、悲しみの底から這い上がろうとするのだった。

## キャスト
※括弧内は日本語吹替。
- エディ: ロビン・ライト（深見梨加）
- ミゲル: デミアン・ビチル（てらそままさき）
- エマ: キム・ディケンズ（佐々木優子）
- コルト: ブラッド・リーランド（英語版）（楠見尚己）
- アラワ: セーラ・ドーン・プレッジ（今泉葉子）
- アダム: ウォーレン・クリスティ（西垣俊作）
- ドリュー: フィンレイ・ヴォイタク＝ヒソン

## 製作・音楽
2019年4月30日、ロビン・ライトが新作映画で主演を務めると共に、映画監督デビューを果たすことになったと報じられた。10月18日、デミアン・ビチルとキム・ディケンズの起用が発表された。同月、本作の主要撮影がカナダのアルバータ州で始まった。2020年12月16日、タイム・フォー・スリーとベン・ソリーが本作で使用される楽曲を手掛けるとの報道があった。2021年2月12日、バック・ロット・ミュージックが本作のサウンドトラックを発売した。

## マーケティング・興行収入
2020年12月22日、本作のオフィシャル・トレイラーが公開された。2021年1月31日、本作はサンダンス映画祭でプレミア上映された。2月12日、本作は全米1231館で封切られ、公開初週末に89万9810ドルを稼ぎ出し、週末興行収入ランキング初登場6位となった。

## 評価
本作は批評家から好意的に評価されている。映画批評集積サイトのRotten Tomatoesには144件のレビューがあり、批評家支持率は70%、平均点は10点満点で6.6点となっている。サイト側による批評家の見解の要約は「『再生の地』における自然の描写は美しいものだが、それを以てしても、中心の空虚さという欠点を相殺できなかった。」となっている。また、Metacriticには30件のレビューがあり、加重平均値は62/100となっている。なお、本作のCinemaScoreはB＋となっている。